# Timothy Olyphant
Timothy David Olyphant (født 20. maj 1968 på Honolulu, Hawaii, USA) er amerikansk skuespiller. I 1986 tog han eksamen på Fred C. Beyer High School i Californien, USA og tog senere en akademisk uddannelse på Universitetet. Han har medvirket i film som Die Hard 4.0, A Man Apart, Scream 2 og spillet lejemorderen Agent 47 i filmatiseringen fra 2007 af det danske computerspil Hitman. Han havde også hovedrollen i tv-serien Deadwood, hvor han spillede Seth Bullock.

## Filmografi
| År   | Titel                                     | Rolle                              |
| ---- | ----------------------------------------- | ---------------------------------- |
| 1996 | The First Wives Club                      | Brett Artounian                    |
| 1997 | A Life Less Ordinary                      | Hiker                              |
| 1997 | Scream 2                                  | Mickey Altieri                     |
| 1998 | 1999 (Girls and Boys)                     | Hooks                              |
| 1999 | No Vacancy                                | Luke                               |
| 1999 | Go                                        | Todd Gaines                        |
| 1999 | Advice From a Caterpillar                 | Brat                               |
| 2000 | The Broken Hearts Club: A Romantic Comedy | Dennis                             |
| 2000 | Gone in 60 Seconds                        | Detective Drycoff                  |
| 2001 | Head Over Heels                           | Michael                            |
| 2001 | Auggie Rose                               | Roy Mason                          |
| 2001 | Rock Star                                 | Rob – Gitarist van Blood Pollution |
| 2001 | Doppelganger                              | Brian                              |
| 2002 | Coastlines                                | Sonny                              |
| 2003 | The Safety of Objects                     | Randy                              |
| 2003 | Dreamcatcher                              | Pete                               |
| 2003 | A Man Apart                               | Hollywood Jack                     |
| 2004 | The Girl Next Door                        | Kelly                              |
| 2007 | Catch and Release                         | Fritz                              |
| 2007 | Die Hard 4.0                              | Thomas Gabriel                     |
| 2007 | Hitman                                    | Agent 47                           |
| 2009 | A Perfect Getaway                         | Nick                               |
| 2010 | I Am Number 4                             | Henri                              |
| 2014 | This Is Where I Leave You                 | Horry                              |
| 2019 | Once Upon a time in Hollywood             |                                    |